# Sentier de grande randonnée 142
Le sentier de grande randonnée 142 (GR 142) part de Verzy dans la Marne en embranchement du GR 14 et aboutit provisoirement à Guise dans l'Aisne. Le sentier est décrit dans sa partie Fismes-Laon dans le topoguide GR de Picardie. Le balisage a été effectué jusqu'à Guise.
Le GR parcourt le versant nord de la Montagne de Reims, suit ensuite la vallée de l'Ardre jusqu'à Fismes, visite les villages troglodytiques du Laonnois, gagne et traverse Laon (ville haute). Il passe ensuite par la forêt de Marle, et rejoint la Thiérache par Sains-Richaumont et Puisieux avant d'arriver à Guise par l'Axe vert.